# Палкинский сельсовет
Палкинский сельсовет — упразднённая административно-территориальная единица, существовавшая на территории Тверской губернии и Московской области до 1939 года.
Палкинский сельсовет до 1929 года входил в Микулинскую волость Тверского уезда Тверской губернии. В 1929 году Палкинский с/с был отнесён к Лотошинскому району Московского округа Московской области.
17 июля 1939 года Палкинский с/с был упразднён. При этом селения Палкино, Судниково и Щеглятьево были переданы в Шестаковский с/с, а Паршино — в Кельевский с/с.
.